# گوردون دریر
گوردون دریر (انگلیسی: Gordon Dreyer؛ ۱ ژوئن ۱۹۱۴ – ۵ فوریهٔ ۲۰۰۳) بازیکن فوتبال اهل بریتانیا بود.